# Амурский лесной кот
Амурский лесной кот (лат. Prionailurus bengalensis euptilura), дальневосточный лесной кот — северный подвид бенгальской кошки.

## Описание
Немного крупнее домашней кошки. Длина его тела 75—90 см, хвоста — 35—37 см, вес 4—6 кг. Основная окраска шерсти верхней стороны светлая серовато-жёлтая или тусклая серовато-бурая с рассыпанными округлыми темно-рыжими пятнами.

## Ареал и места обитания

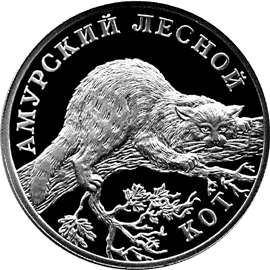
Амурский лесной кот. Монета Банка России — Серия: «Красная книга», серебро, 1 рубль, 2004 год

Распространён на Дальнем Востоке, в бассейне реки Амур и по побережью Японского моря. Вблизи озера Ханка кот встречался по всей пригодной для обитания площади. Обитает в Большехехцирском, Ханкайском, Уссурийском, Кедровая Падь, Лазовском заповедниках.

## Питание
Питается мышами, полёвками, белками, птицами, изредка нападает на зайцев и молодых косуль. За лето накапливает большие запасы жира, которые умеренно расходует в течение зимы, не залегая при этом в спячку (необходимость в жировых запасах обусловлена неспособностью амурского лесного кота передвигаться по глубокому снегу, что, в свою очередь, мешает зверю охотиться). Половой зрелости достигает в возрасте 1 года. Спаривание происходит в марте. Беременность длится 65—70 дней, кошка приносит до четырёх котят, в воспитании которых принимает участие и самец. Продолжительность жизни — 17—18 лет.

## Охрана
Редкий подвид, внесён в Красную книгу Приморского и Хабаровского края.